# アントニオ・ディ・ポルチア・エ・ブルニェーラ伯爵の肖像
『アントニオ・ディ・ポルチア・エ・ブルニェーラ伯爵の肖像』（アントニオ・ディ・ポルチア・エ・ブルニェーラはくしゃくのしょうぞう、伊: Ritratto del conte Antonio di Porcia e Brugnera、英: ortrait of Count Antonio Porcia and Brugnera）は、イタリア盛期ルネサンスのヴェネツィア派の巨匠ティツィアーノ・ヴェチェッリオが1535-1540年にキャンバス上に油彩で制作した絵画である。作品は本来、ポルデノーネ近郊のポルチア城にあったが、ミラノのアルフォンソ・ポルチアの居宅に移された。エウジェニア・リッタ・ヴィスコンティ・アレーゼ (Eugenia Litta Visconti Arese)  伯爵夫人画家が絵画を相続した後、1892年にミラノのブレラ美術館に寄贈された。

## 作品
本作は、ティツィアーノが肖像画家として円熟期にあった時代に描かれた。若かった時期に画家は人物の理想的な側面に焦点を当てていたが、円熟期には人物の社会的地位を理解し、本作でも人物のカラー、剣、黒い衣服に焦点を当てている。
描かれているのは、1508年ごろに生まれたフリウリ出身のアントニオ・ディ・ポルチアである。彼はポルデノーネ近郊のポルチア城の城主であった。黒い衣服を纏い、半身像で表された彼は顔を前方に向け、精気の漲る頭部を静止させている。胸には、飾りが下がっている幅広の金の鎖を着けている。いくぶん暗い画面下部には、剣の輝く柄とカフスの白い点が見える。彼の貴族的な左手は、ゆったりと手すりに置かれている。窓は風景を垣間見せているが、それは画家が若い時期に採用した形式である。この風景は拍車の領地であろうか。遠景では、日没前の最後の光が幅広い滝を一瞬照らしている。窓の端に画家の名前が「Titianus」と署名されている。

## 制昨年
ゲオルク・グロナウによれば、本作は様式的に1540-1543年にティツィアーノが描いた作品と非常に類似しており、その時期の制作とされなければならない。ブレラ美術館は、制作年を少し早い1535-1540年としている。